# Légation des Marches
22 novembre 1850 – 4 novembre 1860
Entités précédentes :
- Délégation de Macerata
Délégation d'Ancône
Délégation d'Ascoli 
Délégation de Camerino
Délégation d'Urbino et Pesaro

Entités suivantes :
- Province de Bologne
Province d'Ancône
Province d'Ascoli Piceno
Province de Pesaro et d'Urbino

La légation des Marches,, ou IIe Légation fut  une subdivision administrative des États pontificaux instituée par Pie IX le 22 novembre 1850. Elle a pour frontière au nord la légation des Romagnes et la république de Saint-Marin, à l'est l'Adriatique, à l'ouest la légation de l'Ombrie et le grand-duché de Toscane, au sud le royaume des Deux-Siciles.
En 1859, la légation comptait 922 407 habitants. Le territoire est divisé en six délégations : Macerata, Ancône, Ascoli, Camerino, Urbin et Pesaro, à leur tour réparties en 47 gouvernements : 7 à Ancône, 6 à Fermo, 5 à Ascoli et un à Camerino. La légation incluait aussi le gouvernement du commissaire de la Sainte Maison de Loreto.

## Source de la traduction
- (it) Cet article est partiellement ou en totalité issu de l’article de Wikipédia en italien intitulé « Legazione delle Marche » (voir la liste des auteurs).